# The Dance (песня)
«The Dance» — песня американского кантри-музыканта Гарта Брукса, вышедшая в качестве 4-го финального сингла с его дебютного студийного альбома Garth Brooks (альбом) (1989). Автором песни выступил Тони Арата. Сингл возглавил американский кантри хит-парад, став в нём вторым для Брукса лидером чарта после «If Tomorrow Never Comes» с того же альбома.
Песня получила награду Академии кантри-музыки ACM Awards в престижной категории «Лучшая песня года» (Song of the Year) и «Лучшее видео года» (Video of the Year). Песня посвящена памяти людей, "умерших за мечту" и среди прочих в видео используются фотографии убитых Мартина Лютера Кинга и Джона Кеннеди, погибшего экипажа космического челнока Челленджер, различных музыкантов (Кит Уитли), актёров (Джон Уэйн), спортсменов (Лейн Фрост). Музыкальное видео песни поставил режиссёр Джон Ллойд Миллер.
В 2024 году Rolling Stone поместил песню на 111-е место в своем рейтинге 200 величайших кантри-песен всех времён.

## Состав трека
US 7" promotional single
Capitol Nashville NR-44629, 1990
1. "The Dance" - 3:37
2. "The Dance"

US 7" Jukebox single
Liberty S7-17441-A, 1990
1. "The Dance" - 3:41
2. "If Tomorrow Never Comes"

UK CD single
Capitol CDCLS-735, 1993

Disc 1
1. "The Dance"
2. "Friends in Low Places"
3. "Victim of the Game"
4. "Kickin' & Screamin'

Disc 2
1. "The Dance"
2. "Friends in Low Places"
3. "The River" (живая акустическая версия)

## Награды и номинации
Источник:.
| Награда    | Категория                            | Результат |
| ---------- | ------------------------------------ | --------- |
| ACM Awards | Песня года (Song of the Year)        | Победа    |
| ACM Awards | Video of the Year                    | Победа    |
| CMA Awards | Видео года (Music Video of the Year) | Победа    |

## Чарты

### Еженедельные чарты
| Чарт (1990)                       | Высшая позиция |
| --------------------------------- | -------------- |
| Canada Country Tracks (RPM)       | 1              |
| Европа (Eurochart Hot 100)        | 89             |
| Irish Singles Chart               | 3              |
| UK Singles Chart                  | 36             |
| США (Billboard Hot Country Songs) | 1              |

### Итоговые годовые чарты
| Чарт (1990)                  | Позиция |
| ---------------------------- | ------- |
| Canada Country Tracks (RPM)  | 8       |
| US Country Songs (Billboard) | 13      |